# Дом-музей Бюль-Бюля (Баку)
Дом-музей  Бюль-бюля — дом, в котором жил  известный советский азербайджанский оперный певец. Музей располагается по адресу город Баку, Пр. Бюль-Бюля, 15.

## История
По личной инициативе Гейдара Алиева были созданы мемориальные музеи: Бюль-Бюля, М. С. Ордубади, Дж. Джаббары, Дж. Мамедкулизаде.
Музей был создан в 1976 году.
10 июня 1982 году состоялось торжественное открытие Мемориального музея Бюль-Бюля в Баку.
Первого июля 1977 года директором Мемориального музея Бюль-Бюля была назначена его супруга А. Р. Мамедова. Бюльбюль жил и творил с 1937 до 26 сентября 1961 года, до самой своей кончины. 
После осмотра экспозиции Мемориального музея Гейдар Алиевич, обращаясь к присутствующим, сказал: 
Открытие мемориального музея Бюль-Бюля большое событие в нашей культурной жизни. И нет сомнения, что он, станет достойным центром популяризации творчества выдающегося представителя азербайджанского, всего многонационального советского музыкального искусства. Всем своим ярким, вдохновенным творчеством, замечательной жизнью, огромным худoжественным наследием Бюль-Бюль заслужил всенародную любовь и  признание, великие почести, которые ему воздаются. Его ярчайший талант, светлый образ будут вечно жить в сердцах азербайджанского народа, всех советских людей 
29 июля 1983 года состоялось торжественное открытие филиала Дома-музея Бюль-Бюля в городе Шуша, на его родине. В 1992 году музей прекратил свою деятельность, после захвата Шуши.

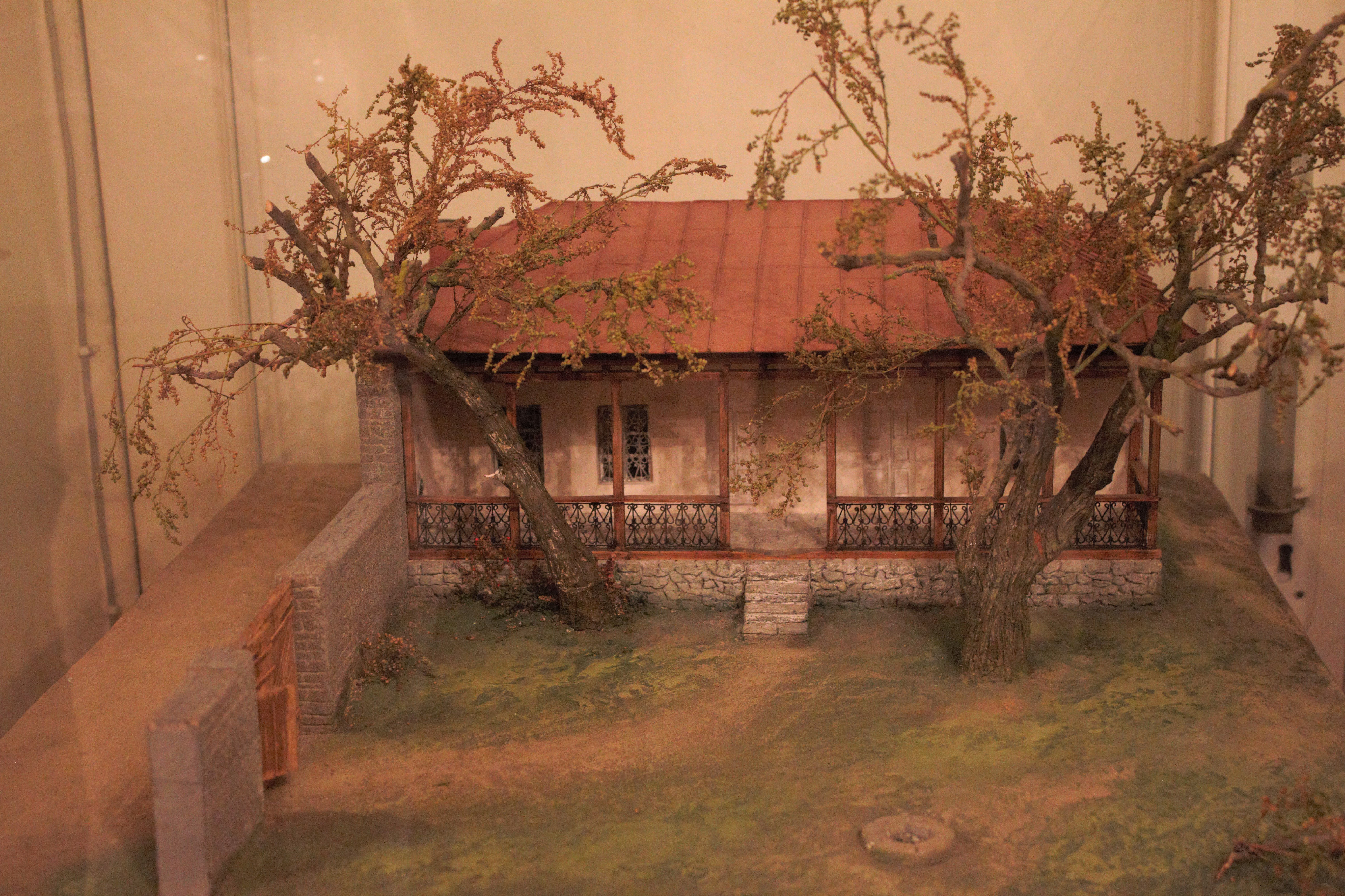
Макет дома в городе Шуша где он родился 1897 году.

Главный хранитель фондов Мемориального музея Бюль-Бюля с 1977 по 1989 годах вспоминал:
 Я пришёл в музей на несколько месяцев, но так увлекся разбором огромного количества документов, что задержался там на 12 лет. Началась кропотливая работа. Специалист по  музея был Крупкин Э.Г. много труда вложивший в Баку, экспозиции Мемориального музея Бюль-Бюля в создание экспозиции Дома-музея Бюль-Бюля в Шуше. В Шуше огромную помощь нам оказывал Нияз Гаджиев секретарь райкома партии Шуши, мгновенно реагируя на наши просьбы. Мы всегда вспоминаем Нияза Гаджиева с большой благодарностью

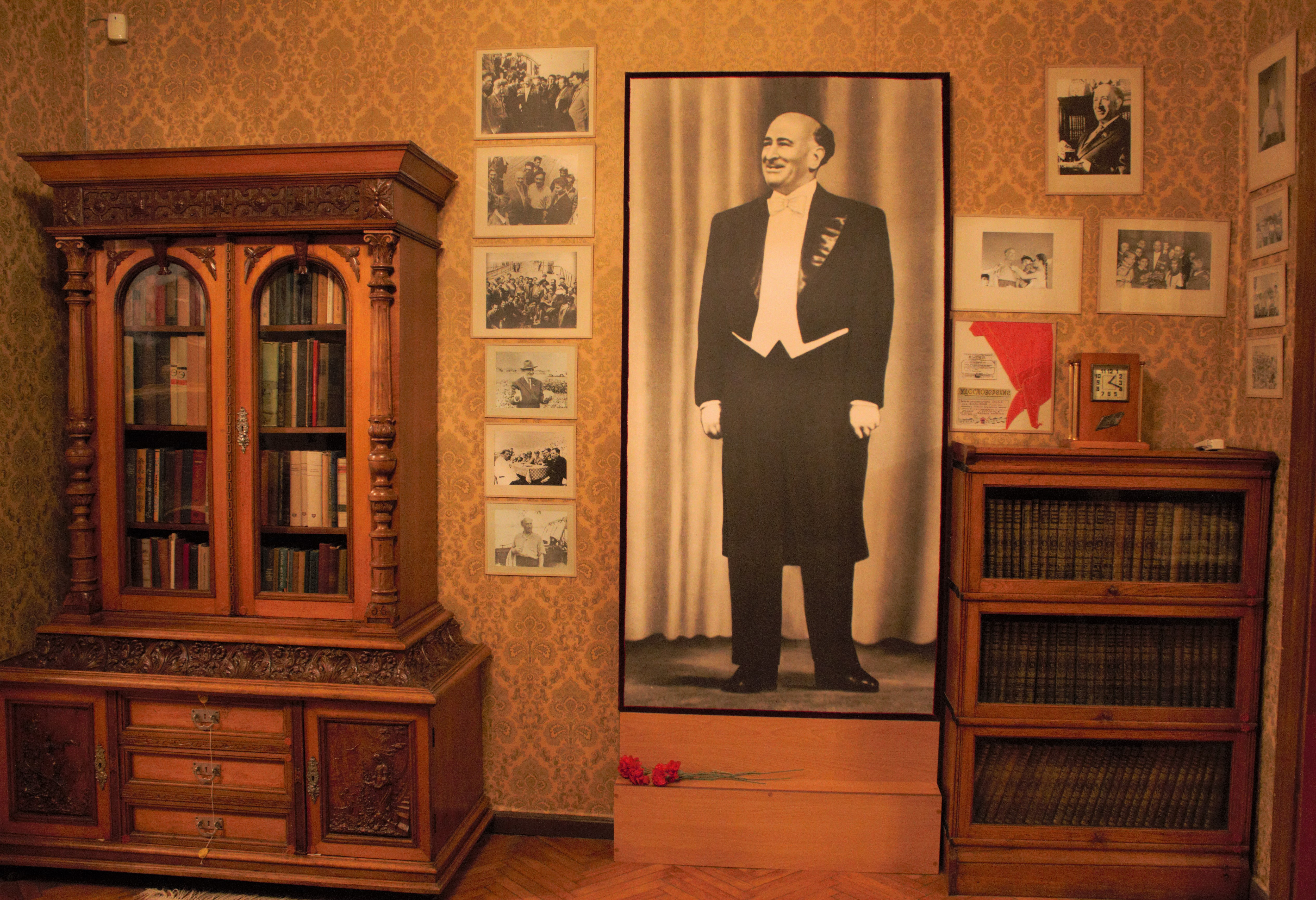
Кабинет Бюль-Бюля. Личная библиотека Бюль-Бюля
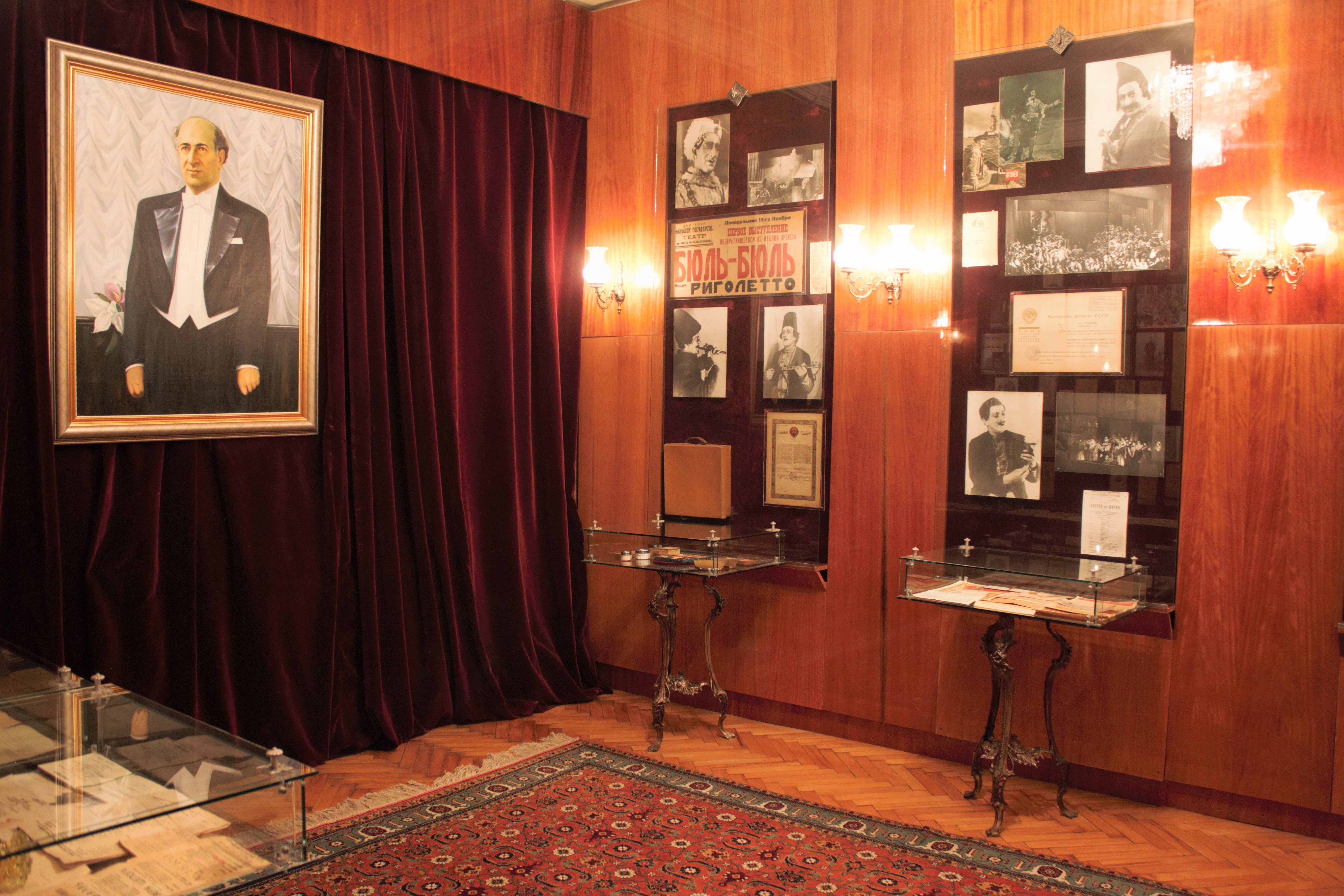
Комната выставки
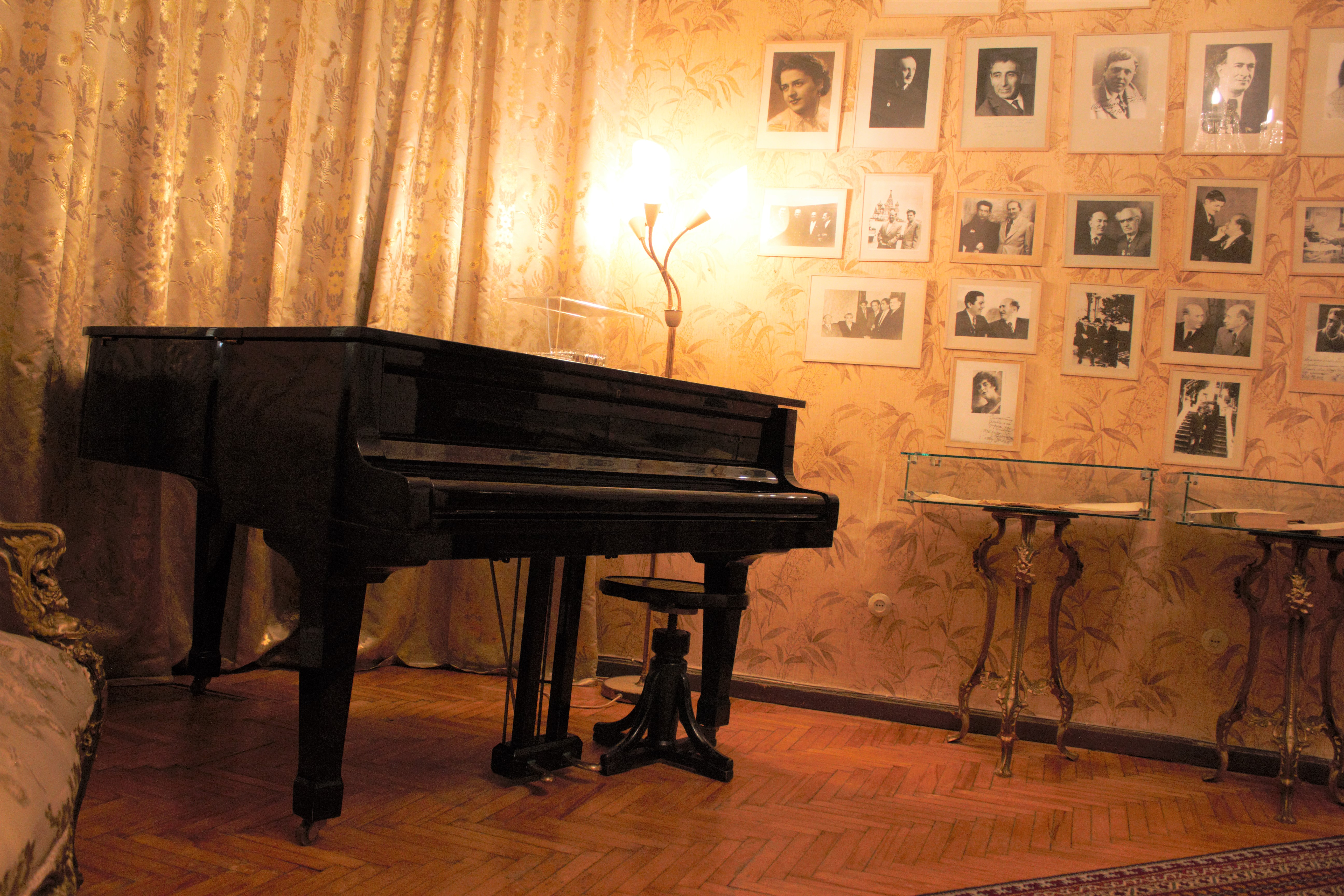
Гостинная комната. Рояль «WEINBACH» принадлежащей Бюль-Бюлю с 1958 года
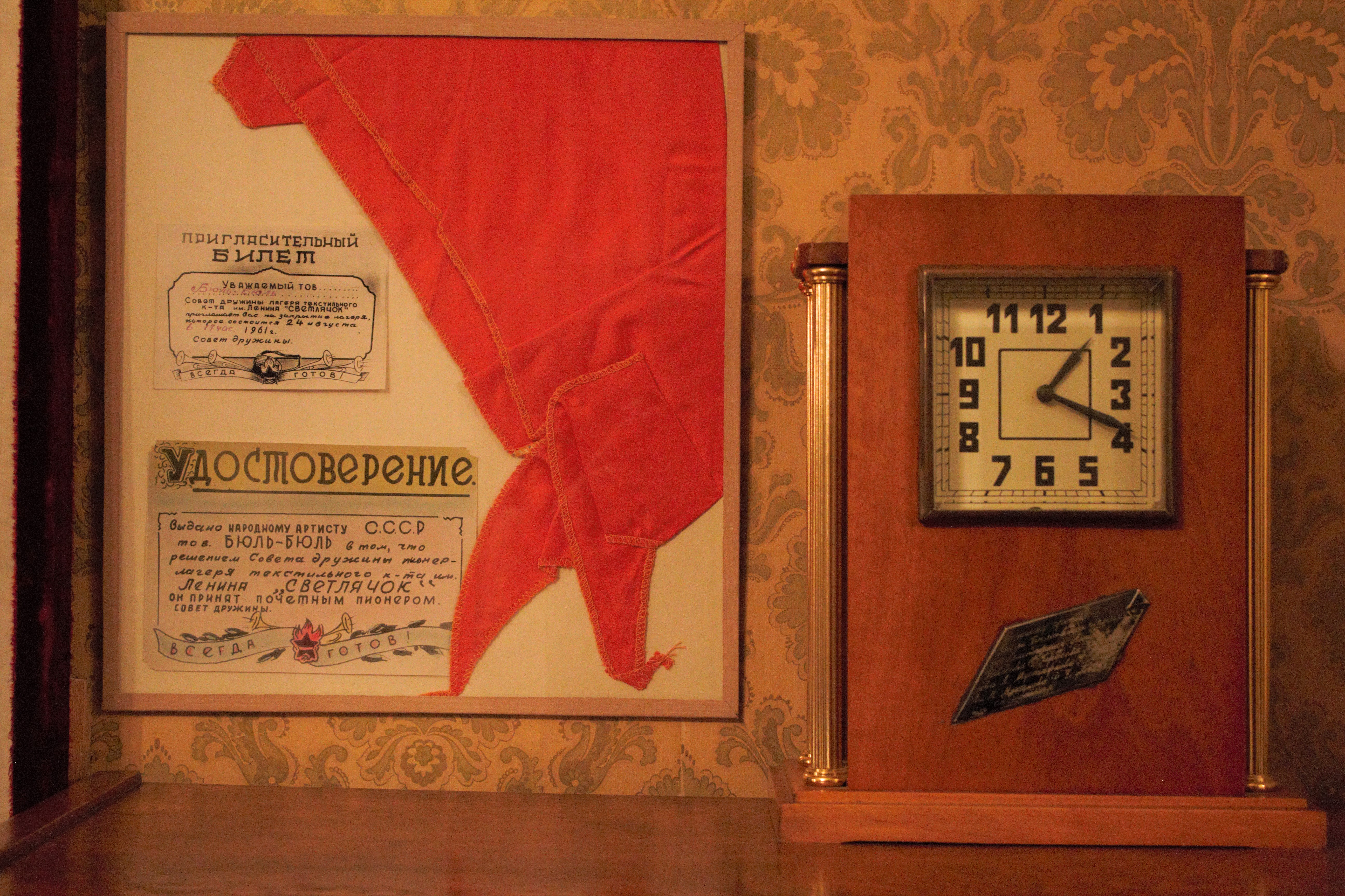
Часы показывают момент смерти Бюль-Бюля

## Экспозиция
В музее хранится предметы быта, творчества; а также коллекции Бюль-Бюля. Музей расположен в 4 экспозиционных комнатах.
В настоящее время экспозиция музея представляет собой полное собрание документов и материалов о творческой, научно-исследовательской, и общественной деятельности Бюльбюля. Собрание музея включает в себя подлинники рукописей, книги, граммофонные пластинки, ноты, бытовые и личные предметы Бюль-Бюля.

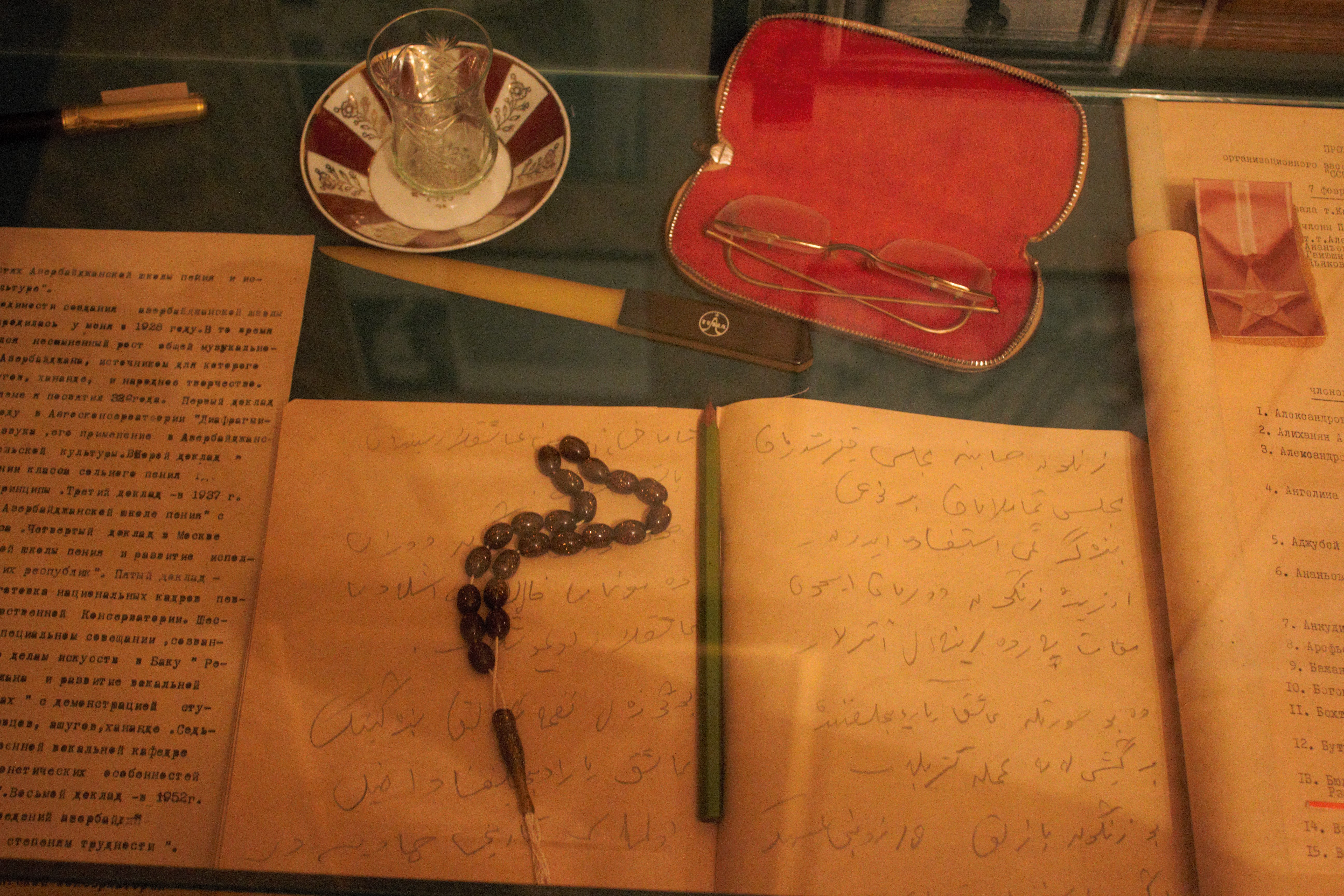
Экспонаты музея
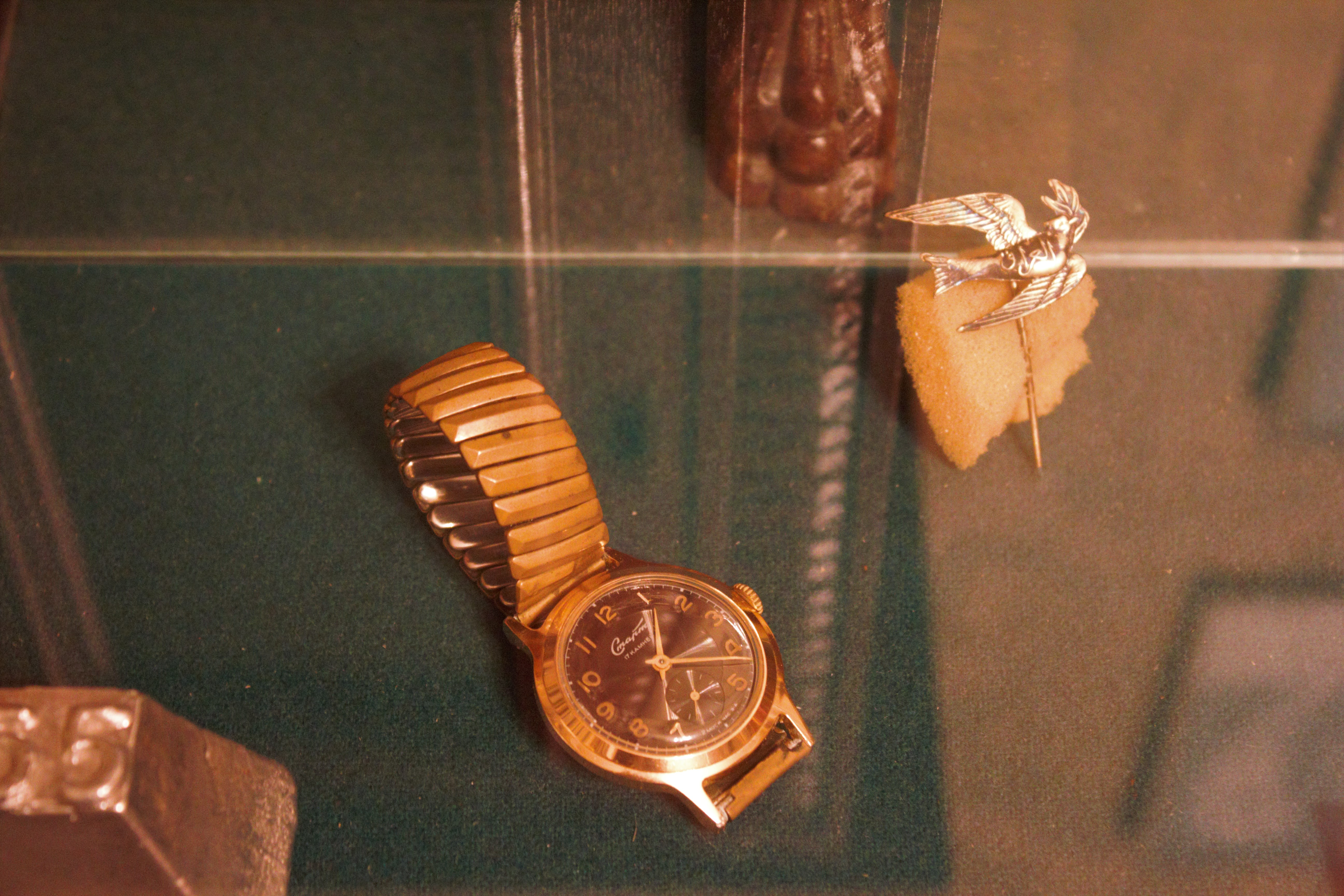
Экспонаты  музея
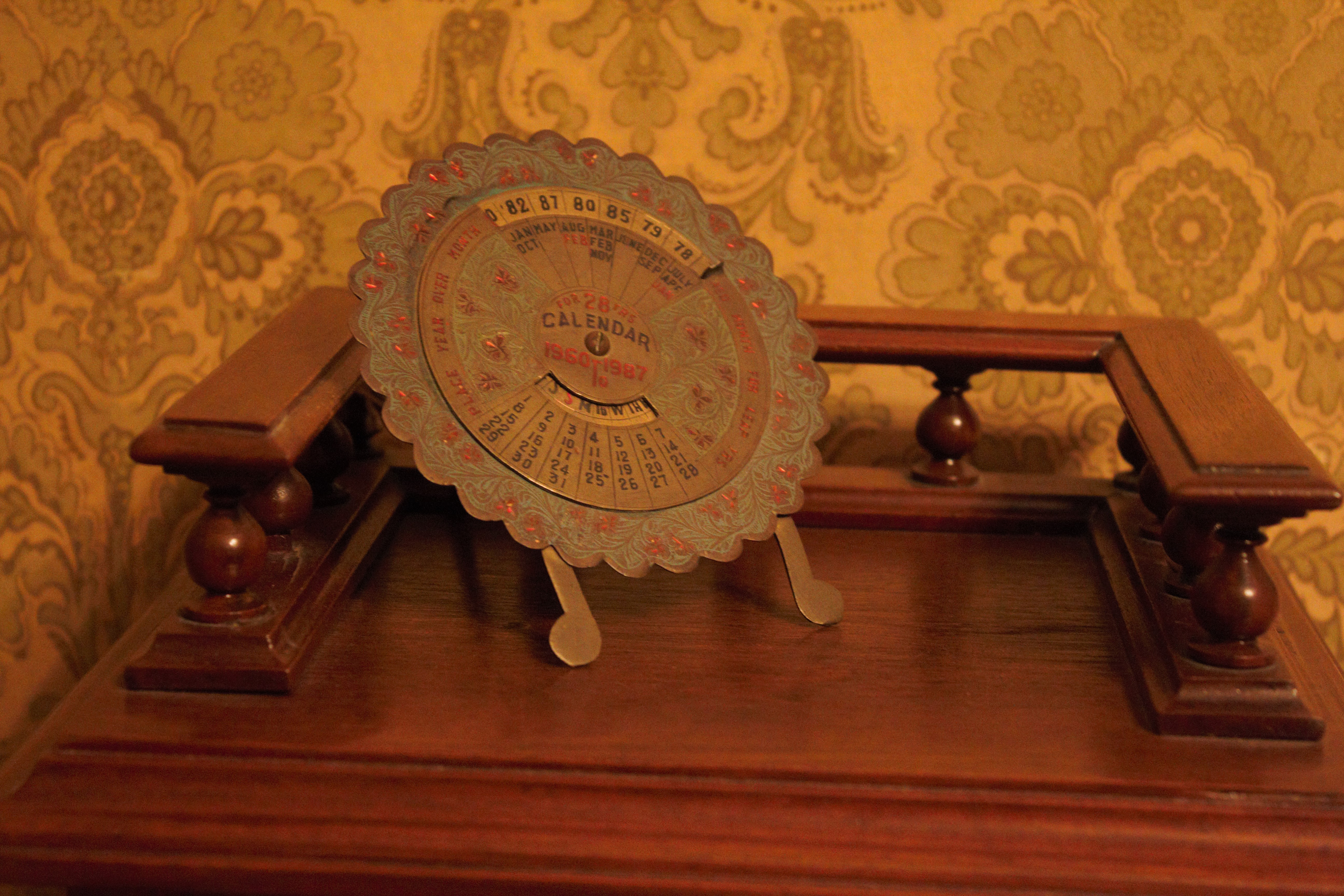
Настольный календарь
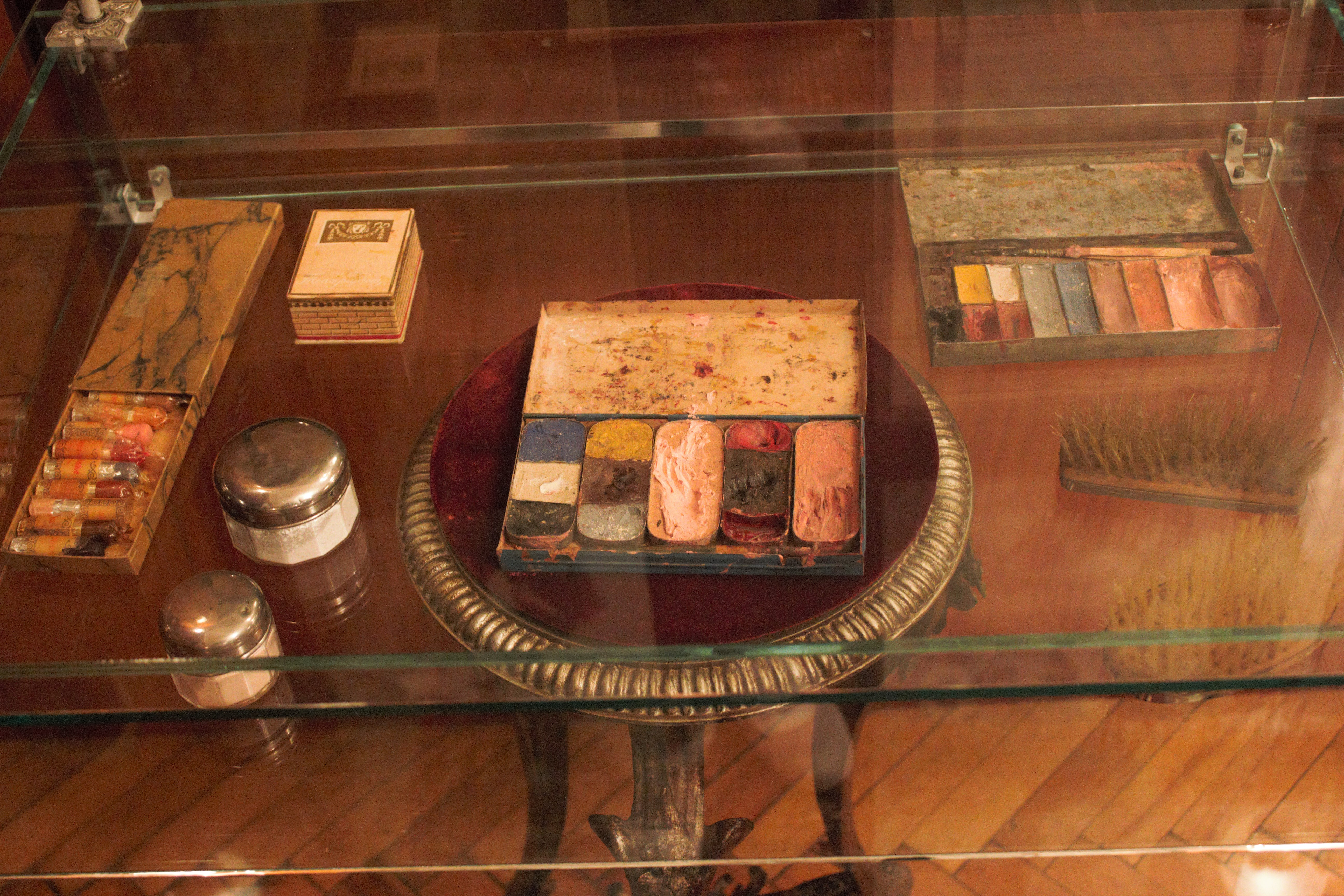
Принадлежности для сценического грима
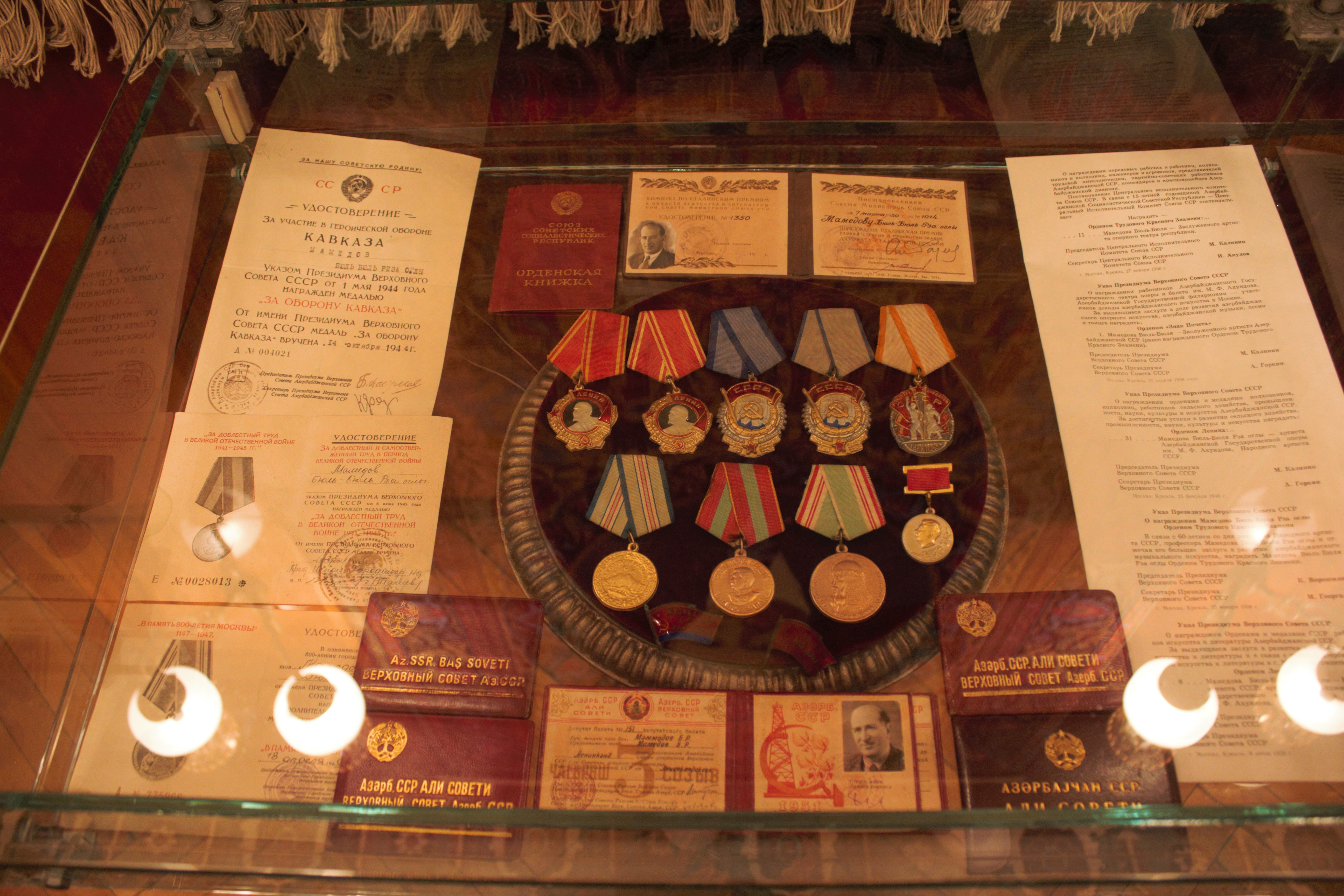
Медали, ордена и депутатская книжка Бюль-Бюля
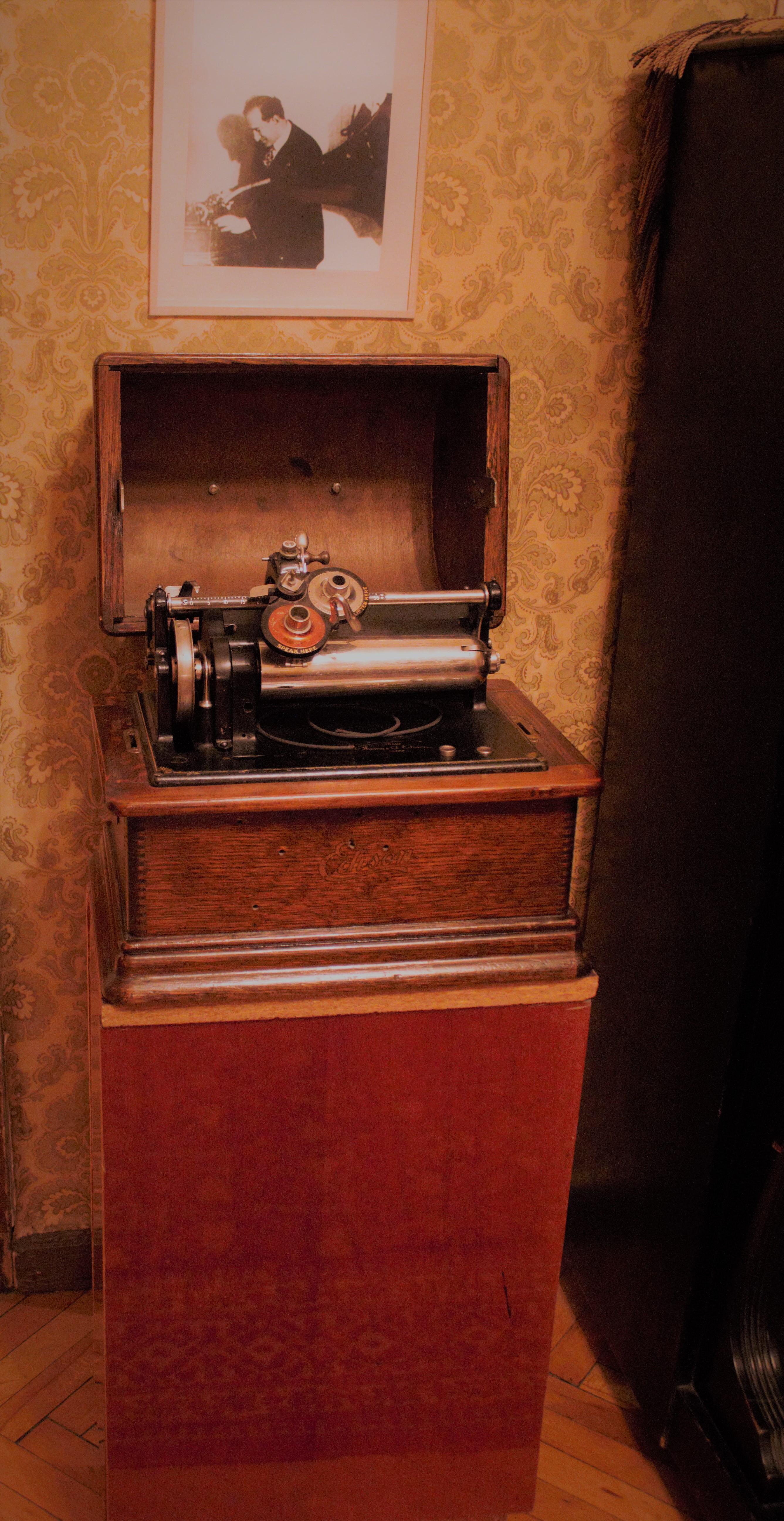
Фонограф Эдисон
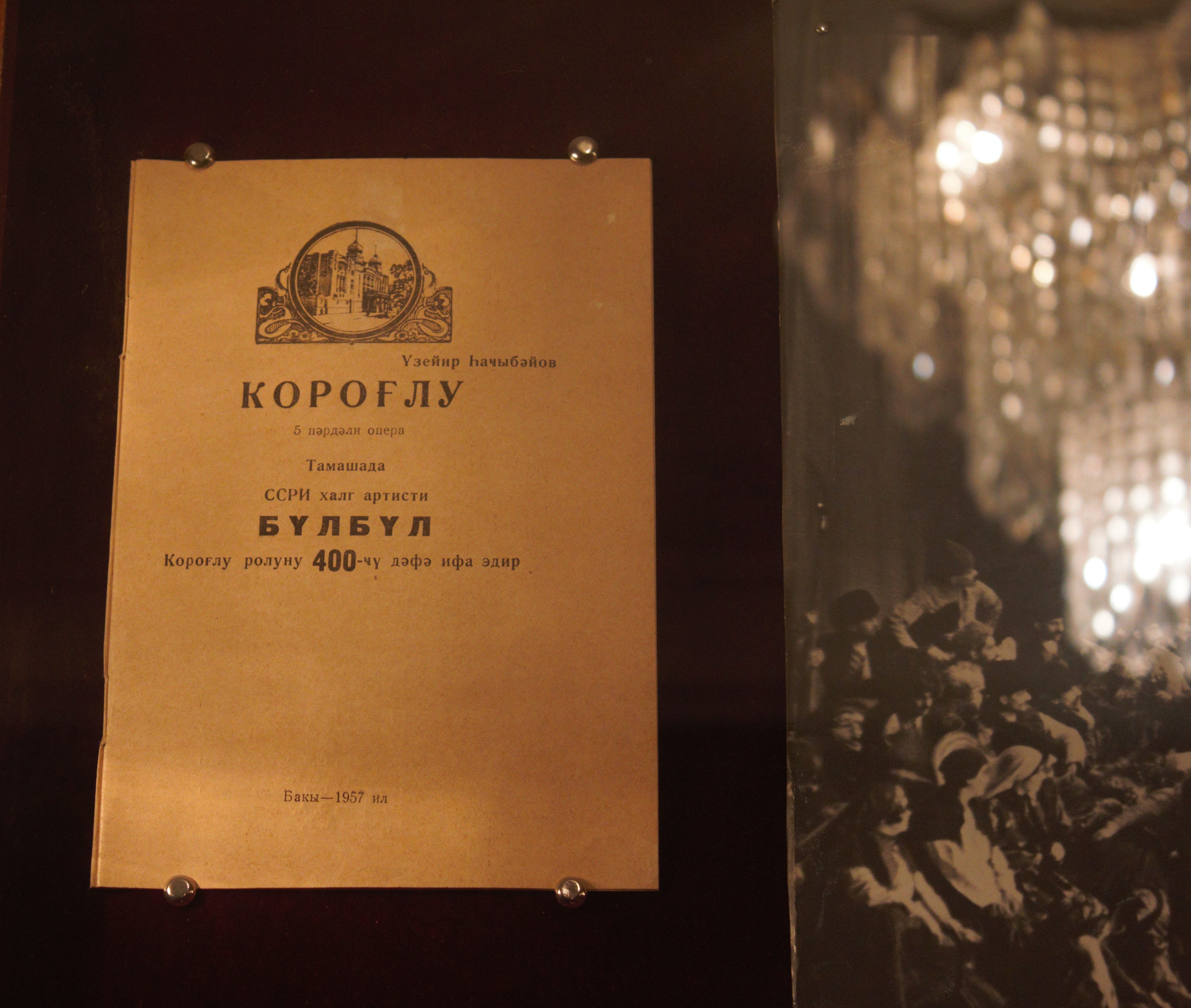
Экспонат музея
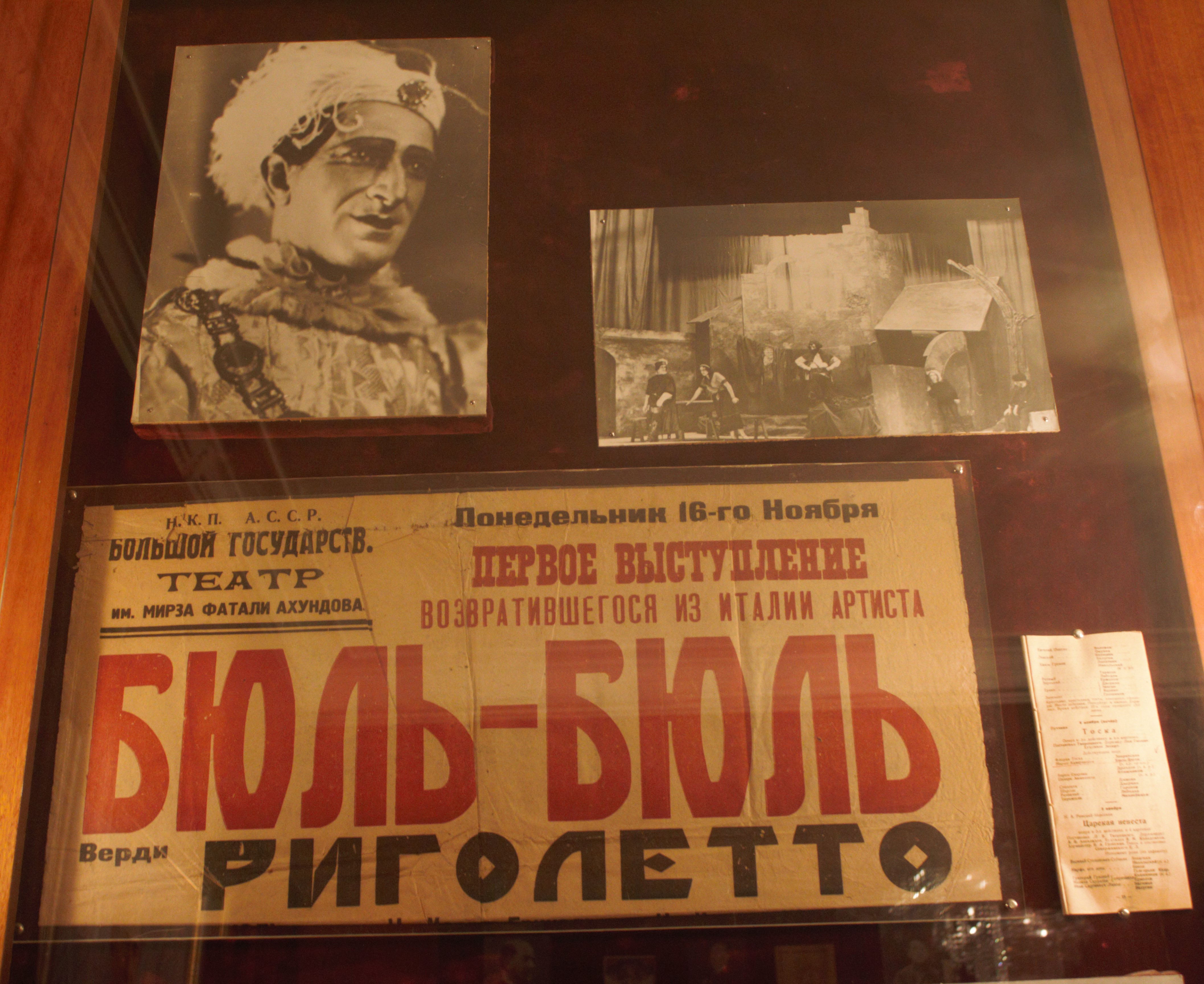
Бюль-Бюль в роли Герцога в опере "Риголетто". Афиша оперы "Риголетто"